# プジェムィスワフ・ニエミエツ
プジェムィスワフ・ニエミエツ（Przemysław Niemiec、1980年4月11日 - ）は、ポーランド、オシフィエンチム出身の自転車競技（ロードレース）選手。

## 来歴
2005年
- ツアー・オブ・スロベニア 総合優勝

2006年
- ジロ・ディ・トスカーナ 優勝

2009年
- ルート・デュ・スュド 総合優勝
- ポーランド選手権・ヒルクライムレース 優勝
- ジロ・デル・トレンティーノ 総合3位

2011年
- ジロ・ディ・ロンバルディア 5位

2012年
- ブエルタ・ア・エスパーニャ 総合15位

2013年
- ティレーノ〜アドリアティコ 総合9位
- カタルーニャ一周 総合7位
- ジロ・デ・イタリア 総合6位